# Горна-Козница
Горна-Козница (болг. Горна Козница) — село в Болгарии. Находится в Кюстендилской области, входит в общину Бобов-Дол. Население составляет 192 человека.

## Политическая ситуация
В местном кметстве Горна-Козница, в состав которого входит Горна-Козница, должность кмета (старосты) исполняет Георги Стоилов Георгиев (Болгарская социалистическая партия (БСП)) по результатам выборов.
Кмет (мэр) общины Бобов-Дол — Грети Йосиф Алексова (Коалиция в составе 3 партий: Национальное движение «Симеон Второй» (НДСВ), Земледельческий народный союз (ЗНС), Союз демократических сил (СДС)) по результатам выборов.